# فابريتسيو دي بيلا
فابريتسيو دي بيلا (بالإيطالية: Fabrizio Di Bella)‏ (2 مارس 1988 بروما في إيطاليا - ) هو لاعب كرة قدم إيطالي في مركز الدفاع. لعب مع نادي بياتشينزا ونادي لاتسيو ونادي ليفورنو وVigor Lamezia ‏ ويو أس بركوليتزه 1932 وASD Barletta 1922 ‏ ونادي بوتنزا وAS Pescina Valle del Giovenco ‏ وACD Guidonia Montecelio ‏ وASD Astrea ‏.

## وصلات خارجية
- فابريتسيو دي بيلا على موقع قاعدة بيانات كرة القدم.إي يو (الإنجليزية)